# 國朝詩人徵略
《國朝詩人徵略》，有兩編，一編60卷，二編64卷，清道光二年进士張維屏輯。
張維屏喜誦古人詩，讀其詩即欲知其人。嘉慶、道光年間開始收集詩人逸事。全書分《國朝詩人徵略》和《國朝詩人徵略二編》兩編，其中《初编》寫定於嘉庆二十四年（1819年），共60卷，收入清代诗人929家。二編寫定於道光二十二年（1842年），64卷，收入清代诗人258家，有重複者。有清道光十年刊本。